# Pałac w Jedlinie-Zdroju
Pałac w Jedlinie-Zdroju – zabytkowy pałac w Jedlinie-Zdroju – mieście uzdrowiskowym w województwie dolnośląskim, w powiecie wałbrzyskim, leżącym na Dolnym Śląsku.

## Architektura
Piętrowy pałac wybudowany około  1792 r. w stylu klasycystycznym na planie prostokąta, kryty wysokim dachem czterospadowym. Od frontu posiada portyk z czterema kolumnami doryckimi podtrzymującymi tympanon. W portyku nad wejściem, na wysokości piętra znajduje się balkon. Po bokach piętrowe oficyny, wybudowane na planach zbliżonych do kwadratu, kryte dachem mansardowym czterospadowym z lukarnami. Oficyna z lewej strony połączona z pałacem łącznikiem z bramą.